# Кабила, Жозеф
Жозе́ф Кабила́ Кабанге (фр. Joseph Kabila Kabange; род. 4 июня 1971, Хева Бора, Демократическая Республика Конго) — государственный деятель ДРК, четвёртый президент Демократической Республики Конго с 26 января 2001 по 24 января 2019 года. Занял пост президента после гибели его отца Лорана-Дезире Кабилы. 27 ноября 2006 года официально назван первым демократически избранным в ходе всеобщего прямого голосования президентом ДРК.

## Начало карьеры
Жозеф Кабила Кабанге — старший сын из десяти детей своего отца, третьего президента Демократической Республики Конго Лорана-Дезире Кабила. Жозеф родился в маленьком городке Хева-Бора в конголезской провинции Южное Киву, одним из влиятельных полевых командиров в которой был его отец Лоран-Дезире Кабила. В конце 1970-х годов тот был вынужден уехать в Танзанию, и школу Кабила-младший заканчивал в Дар-эс-Саламе и Мбее. Там же, в Танзании, а затем в Уганде и Руанде Жозеф Кабила начал получать высшее военное образование. В 1996 году он присоединился к повстанческой группировке своего отца, носившей название Альянс демократических сил за освобождение Конго, командовал несколькими операциями в ходе военной кампании, известной как Первая конголезская война. После победы Альянса и восхождения Лорана-Дезире Кабила на пост президента, Кабила-младший уехал заканчивать образование в Университет национальной обороны НОАК в Пекин.
После возвращения из Китая в 1998 году Жозеф Кабила получил звание генерал-майора и был назначен заместителем председателя Объединённого комитета начальников штабов конголезской армии. Спустя два года, в 2000 году, его назначили начальником Генштаба вооружённых сил Конго. В этой должности он был одним из командующих правительственными войсками во Второй конголезской войне.

## Президент Республики
26 января 2001 года, после гибели своего отца, Жозеф Кабила в возрасте 29 лет становится четвёртым президентом ДРК. Несмотря на молодость и отсутствие опыта, ему удаётся ряд шагов по прекращению затяжной гражданской войны в стране и выводу из неё иностранных военных контингентов. По мирному соглашению 2002 года, подписанному в южноафриканском городе Сан-Сити и ставшему формальным завершением Второй конголезской войны, Кабила сохранял за собой пост президента и главы государства. Однако его власть была ограничена временной администрацией из четырёх вице-президентов: лидеров двух крупнейших повстанческих группировок, представителя от гражданской оппозиции и представителя от сторонников официального правительства.
В 2004 году (28 марта и 11 июня) в стране произошли две неудачные попытки государственного переворота, подавленные верными правительству войсками.
В декабре 2005 года общенациональный референдум одобрил новую конституцию страны, по которой минимальный возраст кандидата в президенты снижался с 35 до 30 лет. Президентские выборы по новой конституции, первые демократические выборы главы государства за 46-летнюю историю независимости ДРК, состоялись 30 июля 2006 года. Жозефа Кабилу поддерживала Народная партия за реконструкцию и демократию, инициатором создания которой он являлся. Однако официально он баллотировался как независимый кандидат.
По итогам первого тура Кабила набрал 45 % голосов избирателей, его главный конкурент, вице-президент и бывший лидер одной из мятежных военных группировок Жан-Пьер Бемба — 20 %. Второй тур голосования состоялся 29 октября 2006 года. 15 ноября избирательная комиссия объявила официальные итоги выборов, по которым победу одержал действующий президент Кабила (58,05 % голосов). Эти результаты были подтверждены 27 ноября решением Верховного Суда Демократической Республики Конго, а 6 декабря состоялась инаугурация Жозефа Кабилы в качестве президента Республики.
В экономическом плане правление Кабилы характеризовалось инфраструктурными проектами (такими, например, как восстановление железных дорог) и развитием добывающих отраслей. Стабилизация ситуации в стране позволила достичь заметных успехов в экономике. С момента окончания Второй конголезской войны в 2003 году только в добывающих отраслях (нефть, медь, олово, кобальт и др.) при участии иностранных инвесторов было создано 100 тыс. рабочих мест. Вместе с тем, весь крупный бизнес в стране контролируется семьёй Кабилы (часто — напрямую).
27 февраля 2011 года две группы численностью около ста человек напали на президентскую резиденцию, однако это нападение было отбито.
В 2011 году Кабила был переизбран на второй срок.
Полномочия Кабилы должны были закончиться в 2016 году, однако в 2015 году был принят закон, согласно которому выборы возможно назначить лишь после проведения переписи населения.
В сентябре 2016 года в ДРК начались протесты с требованием отставки Кабилы и срочного проведения в стране президентских выборов. Выборы президента должны были состояться в Конго ещё в ноябре 2015 года, но проведены не были. Конституция ДРК ограничивает максимальный срок президентства десятью годами, однако согласно постановлению верховного суда страны президент может оставаться у власти до того момента, пока не будут проведены выборы. Протесты начались в городе Лубумбаши, их возглавил вернувшийся из эмиграции лидер оппозиции Этьен Чисекеди. Затем протесты переместились в столицу Киншасу.
20 декабря 2016 года Жозеф Кабила заявил, что он не покинет пост президента после окончания срока своего президентства. После этого началась новая волна протестов. США и Евросоюз ввели санкции по отношению к ДРК, обвинив власти страны в том, что они прибегали к насилию, используя также и иные методы, чтобы отсрочить выборы. 23 декабря 2016 года было достигнуто соглашение между оппозицией и президентом Кабилой. Согласно ему, Жозеф Кабила должен был покинуть свой пост до конца 2017 года. Этьен Чисекеди должен был курировать исполнение договора, также премьер-министр страны должен был быть назначен от оппозиции. 1 февраля Э.Чисекеди умер и лидером оппозиции стал его сын Феликс.
В ноябре 2017 года избирательная комиссия в очередной раз отложила проведение президентских выборов, теперь до 23 декабря 2018 года. Затем выборы были перенесены ещё на неделю из-за утери при пожаре большей части оборудования для голосования в Киншасе. На прошедших 30 декабря 2018 года президентских выборах победил Феликс Чисекеди и 24 января 2019 года Кабила передал ему президентские полномочия.
В октябре 2021 года Джозеф Кабила защитил дипломную работу в Йоханнесбургском университете. По окончании пятилетнего обучения ему была присвоена степень магистра политологии и международных отношений..

## Личная жизнь
17 июня 2006 года состоялась свадьба президента Кабилы с Олив Лембе ди Сита. Церемония носила экуменический характер, так как Кабила — протестант, а его жена — католичка. Службу возглавляли архиепископ Киншасы кардинал Фредерик Этсу-Нзаби-Бамунгваби и президент Церкви Христа в Конго, объединяющей протестантские общины страны, епископ Пьер Марини Бодо.
У Жозефа Кабилы и его супруги есть дочь, родившаяся в 2001 году, и сын, родившийся в сентябре 2008 года.